# Ралли Австралии

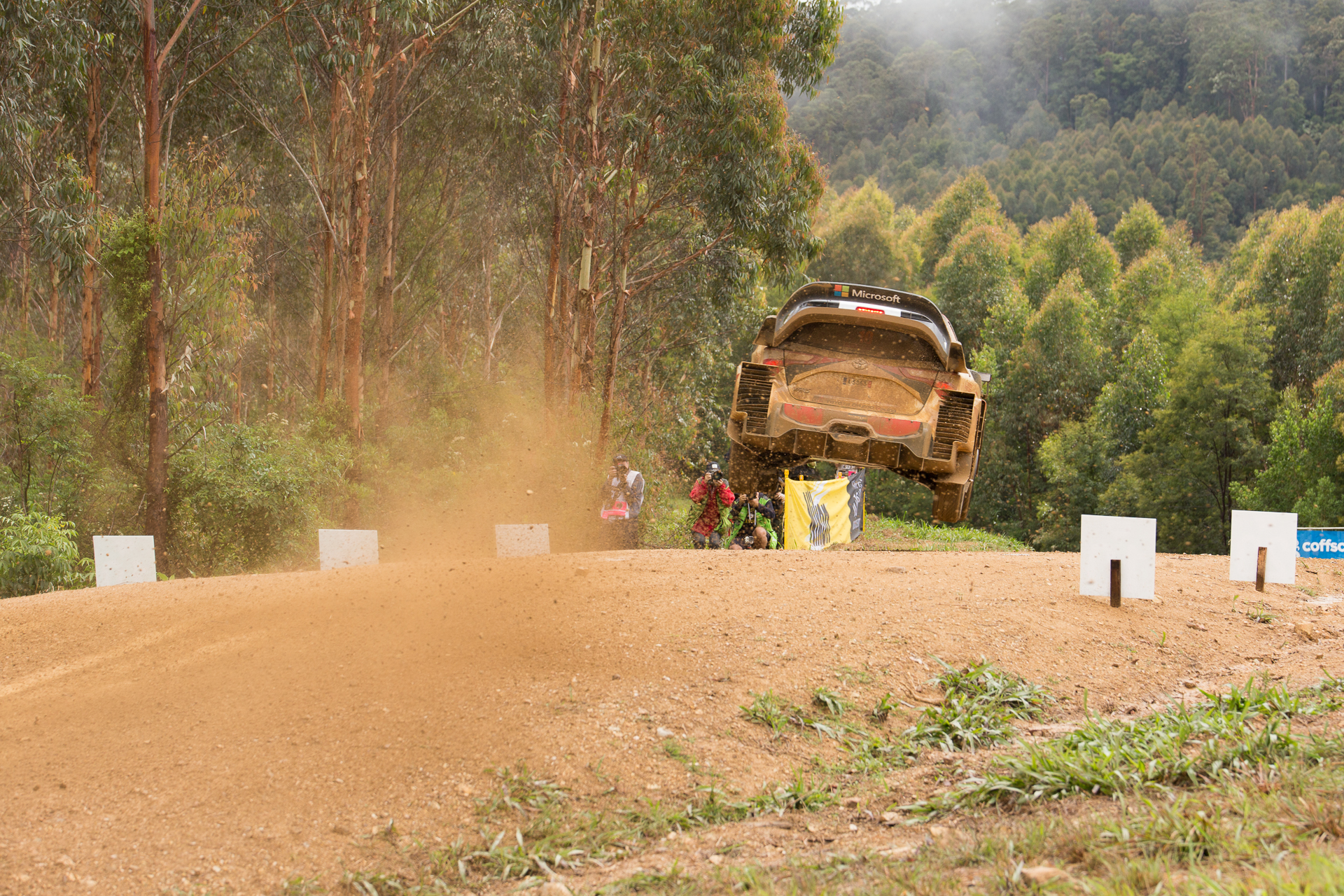
2017

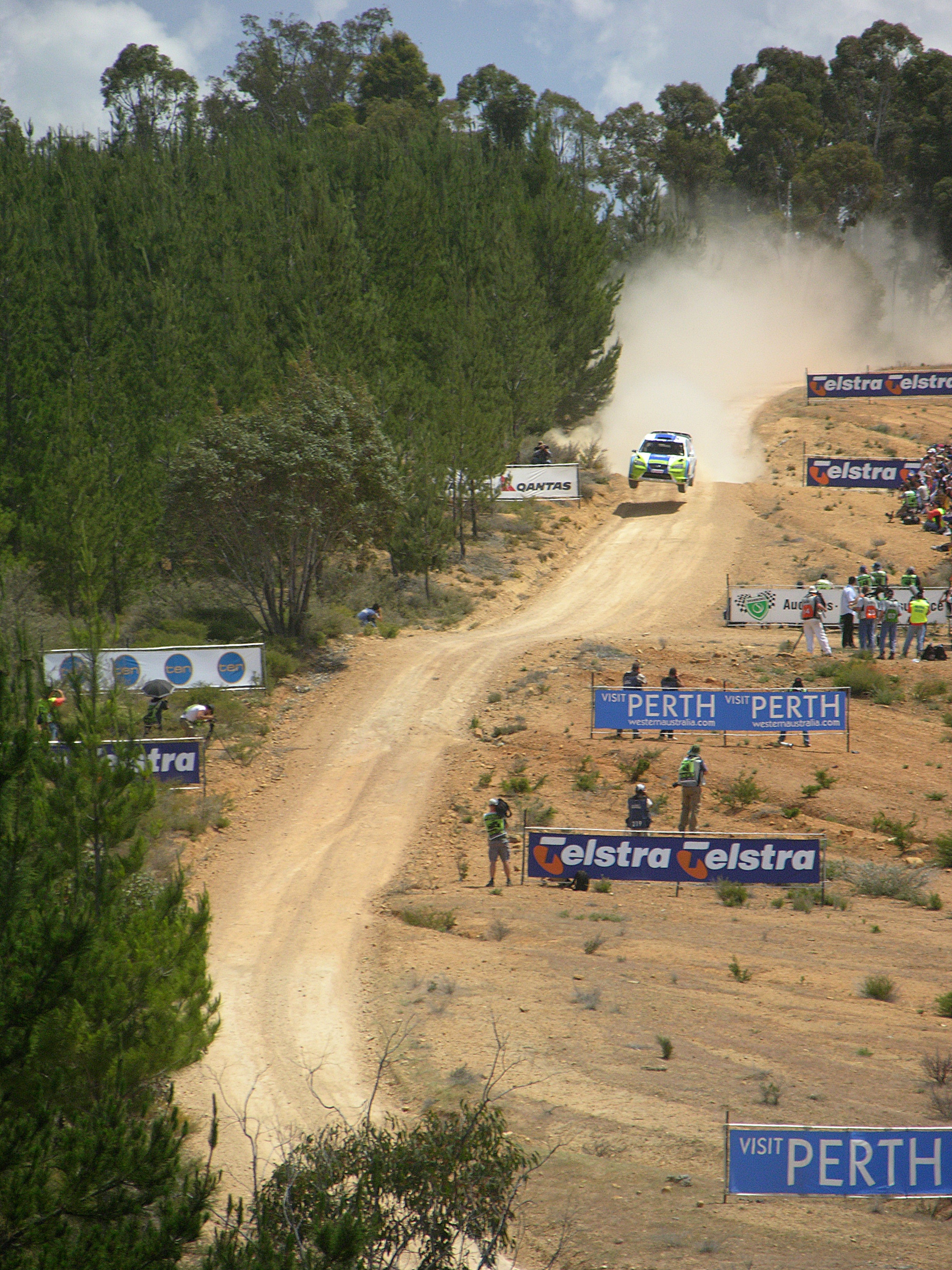
Маркус Гронхольм

Ралли Австралии (англ. Rally Australia) — раллийная гонка, проходящая на территории Австралии с 1988 года. Первоначально проводилась в окрестностях города Перт. После пробного заезда в рамках чемпионата Азиатско-Тихоокеанского региона в 1988 году со следующего сезона вошла в календарь чемпионата мира, где находилась вплоть до 2006 года. В 2009 году вернулась в мировое первенство, переехав в новое место. С 2011 опять переехала, на этот раз в портовый город Коффс-Харбор. В 2010 и 2012 году по системе ротации вместо Ралли Австралии в рамках чемпионата мира проводилось Ралли Новой Зеландии. Также соревнование периодически было этапом чемпионата Австралии, но из-за того, что технический регламент ARC и WRC в течение нескольких лет был несовместим, то и проводить их в один год было невозможно. Самым успешным пилотом на Ралли Австралии с четырьмя победами является финн Юха Канккунен.

## История
На протяжении более пятнадцати лет Ралли Австралии проводилось в окрестностях города Перт, столицы штата Западная Австралия. Этап хвалили за уникальное дорожное покрытие, состоящее из маленьких гладких камней, напоминающих шарикоподшипники. С одной стороны такое покрытие создавало необычный опыт для пилотов, но с другой вызывало споры относительно порядка старта, так как  в данном случае наименее выгодными были первые стартовые позиции. Кроме того, очень близкое расположение деревьев на некоторых участках часто было фатальным для пилотов на сложных узких дорогах. Например, в 2001 году попал в серьёзную аварию Франсуа Делекур на Ford Focus, что привело к травме его штурмана Даниэля Граталупа. А в следующем году на своём Mitsubishi Lancer в скоростном повороте он влетел в бетонный блок, отрикошетив затем в дерево. И на этот раз главным пострадавшим стал Граталуп. Тем не менее такие неординарные дорожные условия стали одним из факторов, благодаря которым соревнование было признано командами «Ралли года» в 1995, 1999 и 2000 годах. В октябре 2006 года мероприятие в этом месте было проведено в последний раз. Комиссия по туризму штата Западная Австралия была вынуждена прекратить проведение состязания из-за сокращения финансирования со стороны правительства.
С 2008 года планировалось проводить Ралли Австралии на Восточном побережье, но достичь окончательных договорённостей с властями штата не удалось. Тогда в 2009 году ралли переехало в район Кингслиффа в Новом Южном Уэльсе. И должно было чередоваться с Ралли Новой Зеландии. Первоначальные договорённости предполагали, что контракт может быть заключён на срок от 10 до 20 лет. Но практически сразу в штате начались многочисленные акции протеста, в первую очередь со стороны экологических активистов. Организаторам даже пришлось отменить два спецучастка по ходу соревнования из-за того, что протестующие завалили камнями дорогу перед тем, как должны были проехать машины-разведчики.
Из-за сложившейся обстановки этап вновь был вынужден переехать, на этот раз в окрестности портового города Коффс-Харбор. Но для промоутеров этот шаг нельзя назвать по-настоящему удачным, поскольку город является не очень крупным и состязание не привлекает достаточной зрительской аудитории. В 2019 году ралли должно было состояться на этом месте в последний раз, но было отменено из-за лесных пожаров.
Первую победу в Ралли Австралии в рамках чемпионата мира одержал Юха Канккунен и это также была первая победа для Toyota в мировом первенстве. Финн выиграл и две следующих гонки в Австралии, но уже за рулём Lancia Delta Integrale. А в 1993 году, вернувшись в  Toyota, победил в четвёртый раз. Безусловно Канккунен был самым успешным гонщиком на австралийском этапе в начале его существования. Примечательным фактом является то, что в дальнейшем ещё три гонщика выигрывали Ралли Австралии по три раза подряд: Маркус Гронхольм за Peugeot, Микко Хирвонен за Ford и Себастьен Ожье за Volkswagen. А вот для Себастьена Лёба, доминирующего в чемпионате на протяжении почти десяти лет, австралийский этап является одним из самых не успешных: всего единожды он смог добиться на нём победы.
В ралли 2005 года из борьбы выбыли все фавориты в лице Себастьена Лёба, Маркуса Гронхольма и Петтера Сольберга, а победу одержал бельгиец Франсуа Дюваль. Это достижение стало наивысшей точкой в его карьере.

## Победители

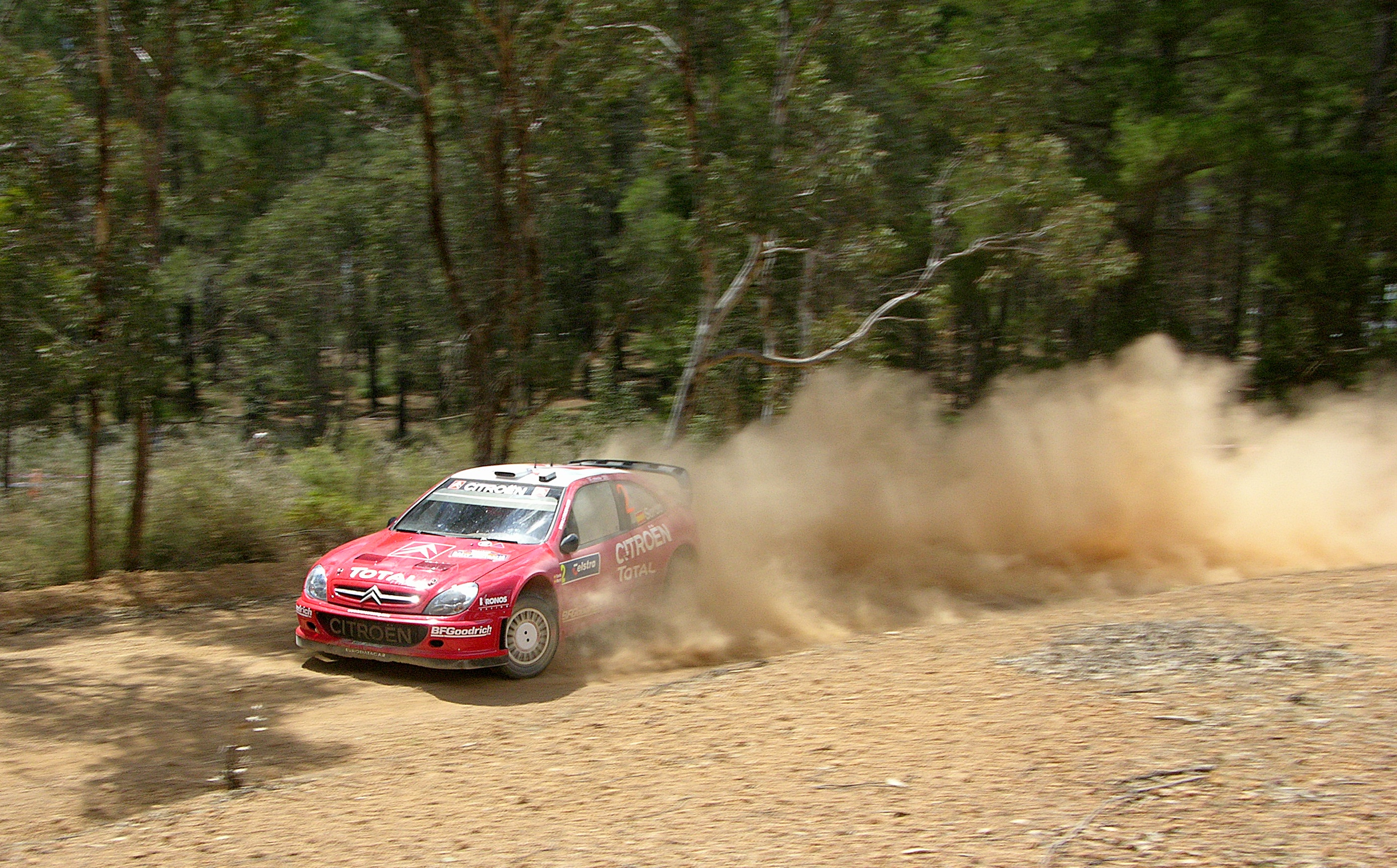
Дани Сордо (2006)

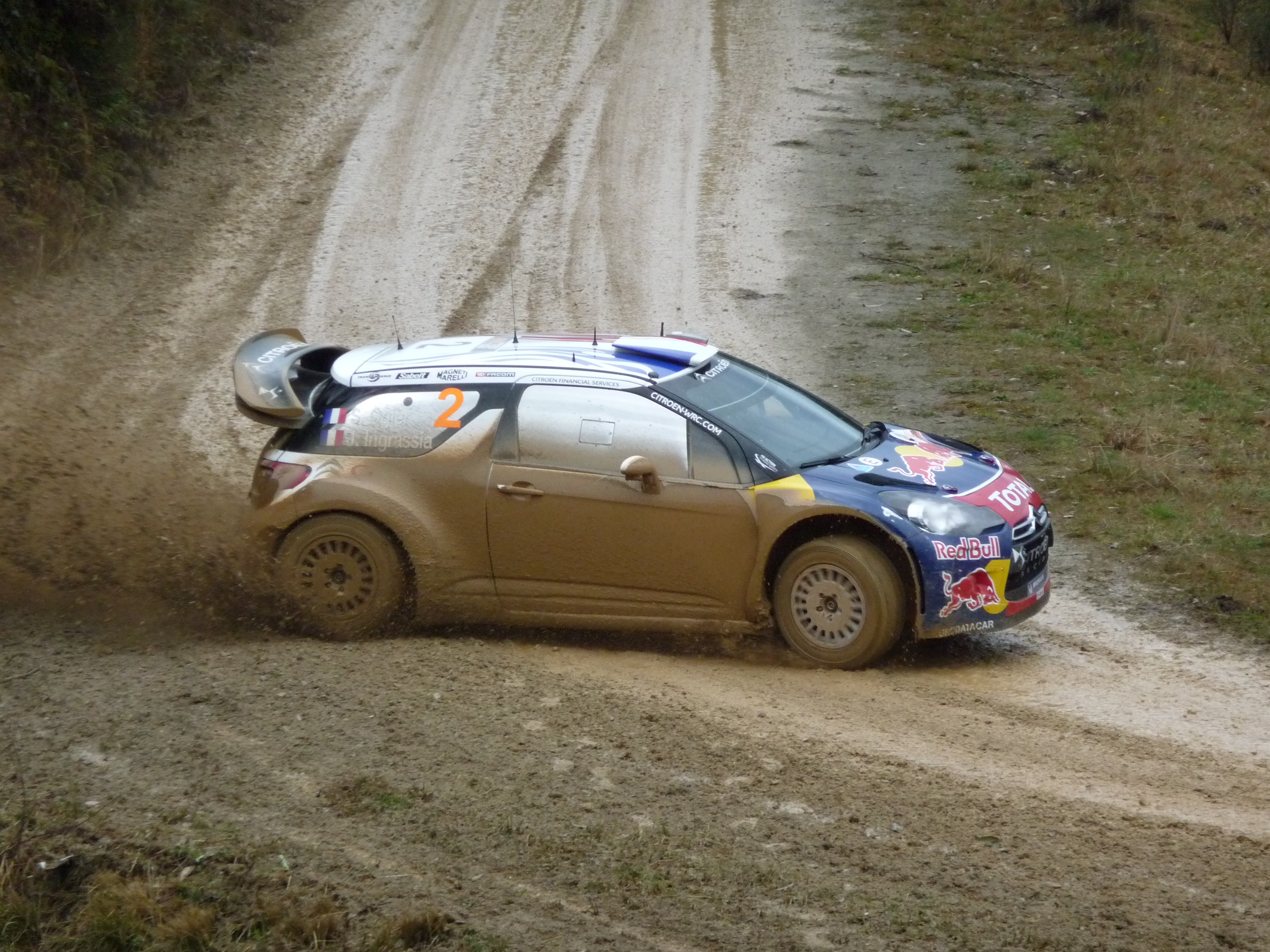
Себастьен Ожье (2011)

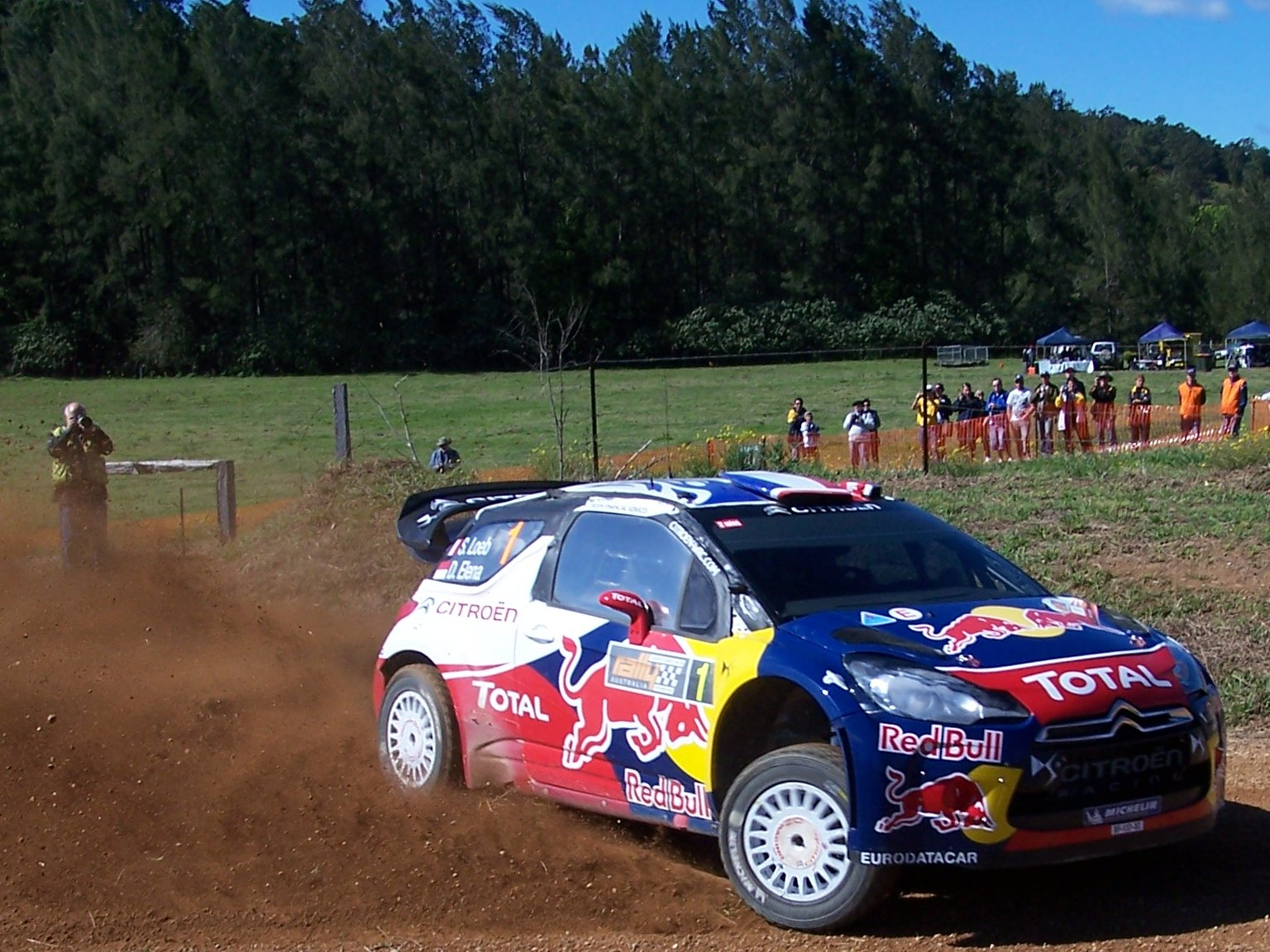
Себастьен Лёб (2011)

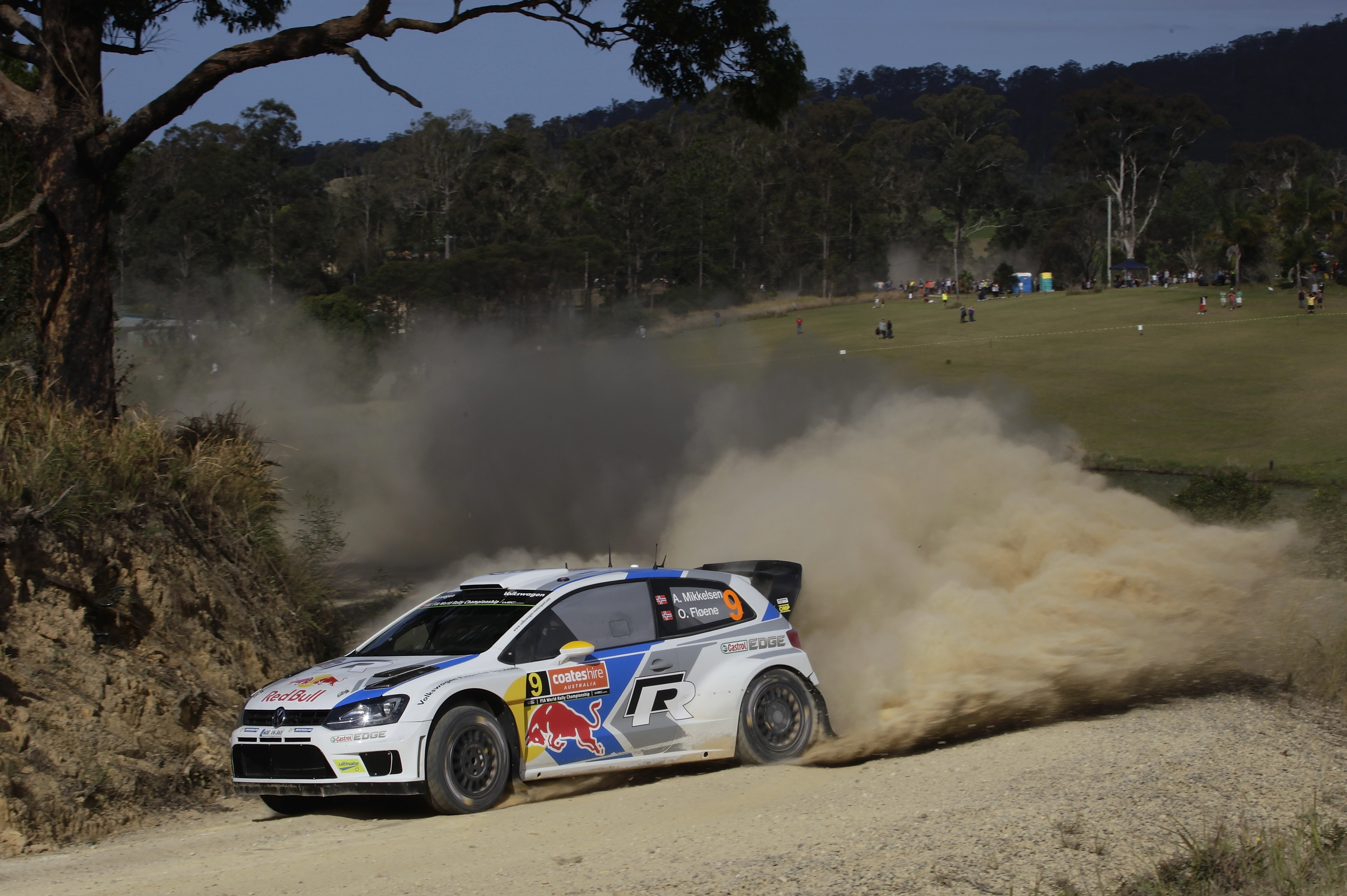
Андреас Миккельсен (2014)

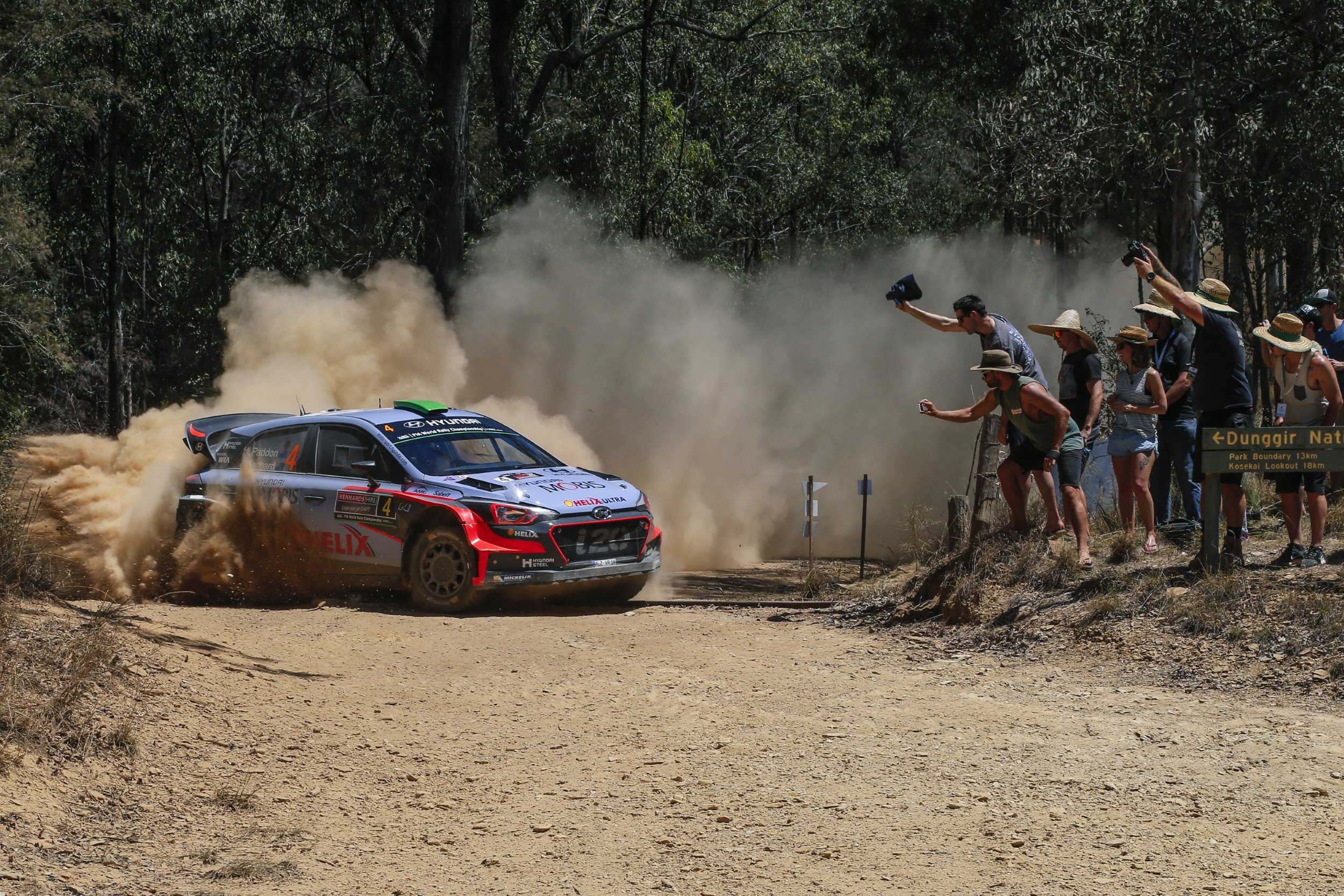

| Сезон | Пилот              | Автомобиль                      | Локация      |       |
| ----- | ------------------ | ------------------------------- | ------------ | ----- |
| 1988  | Ингвар Карлссон    | Mazda 323 4WD                   | Перт         |       |
| 1989  | Юха Канккунен      | Toyota Celica GT-Four ST165     | Перт         |       |
| 1990  | Юха Канккунен      | Lancia Delta Integrale 16V      | Перт         |       |
| 1991  | Юха Канккунен      | Lancia Delta Integrale 16V      | Перт         |       |
| 1992  | Дидье Ориоль       | Lancia Delta HF Integrale       | Перт         |       |
| 1993  | Юха Канккунен      | Toyota Celica GT-Four ST185     | Перт         |       |
| 1994  | Колин Макрей       | Subaru Impreza 555              | Перт         |       |
| 1995  | Кеннет Эрикссон    | Mitsubishi Lancer Evolution III | Перт         |       |
| 1996  | Томми Мякинен      | Mitsubishi Lancer Evolution III | Перт         |       |
| 1997  | Колин Макрей       | Subaru Impreza WRC 97           | Перт         |       |
| 1998  | Томми Мякинен      | Mitsubishi Lancer Evolution V   | Перт         |       |
| 1999  | Ричард Бёрнс       | Subaru Impreza WRC 99           | Перт         |       |
| 2000  | Маркус Гронхольм   | Peugeot 206 WRC                 | Перт         |       |
| 2001  | Маркус Гронхольм   | Peugeot 206 WRC                 | Перт         |       |
| 2002  | Маркус Гронхольм   | Peugeot 206 WRC                 | Перт         |       |
| 2003  | Петтер Сольберг    | Subaru Impreza WRC 2003         | Перт         |       |
| 2004  | Себастьен Лёб      | Citroën Xsara WRC               | Перт         |       |
| 2005  | Франсуа Дюваль     | Citroën Xsara WRC               | Перт         |       |
| 2006  | Микко Хирвонен     | Ford Focus RS WRC 06            | Перт         |       |
| 2009  | Микко Хирвонен     | Ford Focus RS WRC 09            | Кингслифф    |       |
| 2011  | Микко Хирвонен     | Ford Fiesta RS WRC              | Коффс Харбор |       |
| 2013  | Себастьен Ожье     | Volkswagen Polo R WRC           | Коффс Харбор | Отчёт |
| 2014  | Себастьен Ожье     | Volkswagen Polo R WRC           | Коффс Харбор | Отчёт |
| 2015  | Себастьен Ожье     | Volkswagen Polo R WRC           | Коффс Харбор | Отчёт |
| 2016  | Андреас Миккельсен | Volkswagen Polo R WRC           | Коффс Харбор | Отчёт |
| 2017  | Тьерри Невилль     | Hyundai i20 Coupe WRC           | Коффс Харбор | Отчёт |
| 2018  | Яри-Матти Латвала  | Toyota Yaris WRC                | Коффс Харбор | Отчёт |

### Многократные победители
| Победы | Пилот            | Годы             |
| ------ | ---------------- | ---------------- |
| 4      | Юха Канккунен    | 1989-91, 1993    |
| 3      | Маркус Гронхольм | 2000-2002        |
| 3      | Микко Хирвонен   | 2006, 2009, 2011 |
| 3      | Себастьен Ожье   | 2013-2015        |
| 2      | Томми Мякинен    | 1996, 1998       |
| 2      | Колин Макрей     | 1994, 1997       |

### Многократные призёры (только чемпионат мира)
| Подиумы | Пилот          | Годы |
| ------- | -------------- | ---- |
| 6       | Юха Канккунен  |      |
| 5       | Карлос Сайнс   |      |
| 4       | Микко Хирвонен |      |
| 4       | Себастьен Ожье |      |